# RankBrain
A RankBrain egy gépi tanulású keresőalgoritmus, melyet az amerikai Google LLC 2016. elején vezetett be. A keresőóriás egy cikkben elismerte, hogy ez a harmadik legfontosabb rangsorolási tényező, amikor a találati listáit elkészíti. A RankBrain elsődleges célja, hogy segítse az emberek által véghez vitt keresések minél teljesebb megértését, és a minél relevánsabb találatok visszaadását.

## Működése
Amikor a RankBrain algoritmus egy olyan kifejezéssel vagy szóval találkozik a keresések kiszolgálása közben, melyet nem ismer, megpróbálja kitalálni a hasonló jelentésű szavakat. Így akkor is minőségi találati listát állíthat össze, ha még nem találkozott korábban a keresőkifejezéssel.
A Google a RankBrain szabadalma kifejlesztéséhez nagy mennyiségű adatot dolgozott fel, s ott figyelte a szavak egymáshoz viszonyított helyzetét a szövegkörnyezet elemzésével. A szavak közelségét vektorokká alakította. Ennek megvolt az az előnye, hogy míg korábban a kereső a szövegben lévő kulcsszavak alapján döntött egy forrás relevanciájáról, addig az új módszerrel csupán matematikai számításokat kellett végezni. A kulcsszavakkal véghez vitt csalás így értelmét vesztette, mivel tényleg csak a releváns tartalmakat adta vissza az algoritmus találatként.

## Példa
A Google képkereső szolgáltatásában a "gyerekek kedvenc túrós csokija" kifejezésre rákeresve a Google úgy tud Túró Rudi témájú képeket visszaadni, hogy maga a Túró Rudi keresőkifejezés meg sincs említve. A korábbi big data elemzésekkel viszont az algoritmus megtanulta, hogy a "gyerekek", "kedvenc", "túró", "csoki" szavak a "Túró Rudi" kifejezéshez kapcsolódnak.

## Keresőoptimalizálás RankBrain módra
A RankBrain algoritmus bevezetése után átértékelődött a keresőoptimalizált szövegek megírásának módja, hiszen már nem volt elegendő a csupán megfelelő kulcsszósűrűség a tartalomban. A Google a szövegeket már tartalmilag is feldolgozta, így valóban a témába vágó cikket kellett készíteni, eltalálva a lehető legjobb szinonimákat az írás során.

## Külső hivatkozások
- Google Patents Context Vectors to Improve Search (angol)